# Mari Källersjö
Mari Källersjö (Estocolmo, 24 de enero de 1954 ) es una naturalista y taxónoma sueca. Ha trabajado activamente en el Sistema de clasificación APG III.
En 1990, obtuvo su doctorado en la Universidad de Gotemburgo, defendiendo la tesis: Morphology, taxonomy and cladistics of Southern African Asteraceae (Anthemideae). Después de obtener su doctorado, pasó dos años en EE. UU., trabajando en metodologías moleculares en el Instituto Smithsonian, entre otros lugares. En 1992 regresó a Suecia, para iniciar un Laboratorio de ADN en el Museo Sueco de Historia Natural en Estocolmo. Entre 2006 a 2008, fue directora del departamento de investigación de ese Museo. Desde octubre de 2008 es directora del Jardín Botánico de Gotemburgo. Fue nombrada Profesora Visitante en el Departamento de Ciencias de Plantas y Ambiente en noviembre de 2009.

## Algunas publicaciones
- v.a. Funk, a.a. Anderberg, b.g. Baldwin, r.j. Bayer, j.m. Bonifacino, i. Breitwieser, l. Brouillet, r. Carbajal, r. Chan, a.x.p. Coutinho, d.j. Crawford, j.v. Crisci, m.o. Dillon, s.e. Freire, m. Galbany-Casals, n. Garcia-Jacas, b. Gemeinholzer, m. Gruenstaeudl, h.v. Hansen, s. Himmelreich, j.w. Kadereit, mari Källersjö, v. Karaman-Castro, p.o Karis, l. Katinas, s.c. Keeley, n. Kilian, r.t. Kimball, t.k. Lowrey, j. Lundberg, r.j. McKenzie, m. Tadesse, m.e. Mort, b. Nordenstam, c. Oberprieler, s. Ortiz, p.b. Pelser, c.p. Randle, h. Robinson, n. Roque, g. Sancho, j.c. Semple, m. Serrano, t.f. Stuessy, a. Susanna, m. Unwin, l. Urbatsch, e. Urtubey, j. Vallès, r. Vogt, s. Wagstaff, j. Ward, l.e. Watson. Compositae metatrees: the next generation. En: Funk; V. A., Susanna, A., Stuessy, T. F. & Bayer, R. J. (eds.) Systematics, evolution, and biogeography of Compositae., pp. 747—777. IAPT

- mari Källersjö. 2007. Seed plant phylogeny, support and sample size. Darwiniana [en línea] 45 ISSN 0011-6793 (enlace roto disponible en Internet Archive; véase el historial, la primera versión y la última).

- -----------------------, s.c. Keeley, k.j. Kim, h.j. Michaels, j.d. Palmer, r.w. Wallace. 1992. A review of the phylogeny and classification of the Asteraceae. Nordic J. of Botany 12:141-148

- -----------------------. 1991. The Genus Athanasia (Compositae-Anthemideae). Opera botanica 106. Editor Council for Nordic Publ. in Botany, 75 pp. ISBN 87-88702-55-3

- -----------------------. 1982. Jämförande studier av achener hos släktena Athanasia L. och Stilpnophyton Less. Editor Stockholms universitet, 23 pp.

- La abreviatura «Källersjö» se emplea para indicar a Mari Källersjö como autoridad en la descripción y clasificación científica de los vegetales.[3]